# Astacopsis gouldi
Astacopsis gouldi é o maior invertebrado de água doce do mundo. A espécie apenas pode ser encontrada na Austrália, onde é considerada uma espécie vulnerável, devido à perturbação do seu habitat. No passado, existiam indivíduos que podiam atingir os 5 kg e um comprimento de 80 cm, mas hoje me dia os indivíduos de mais de 2 Kg são raros. O nome da espécie comemora o naturalista britânico John Gould (1804-1881).
Astacopsis gouldi pode viver até 40 anos. Os principaispredadores são o ser humano, os ornitorrincos e o peixe da espécie Hydromys chrysogaster. É uma espécie protegida desde 1995 e a sua pesca é ilegal.